# Dietmannsried
Dietmannsried est une commune du district de Souabe en Allemagne.

## Géographie
Dietmannsried se situe à 20 km au sud de Memmingen et à 15 km au nord de Kempten dans la région d'Allgäu.

## Personnages célèbres
- Karin Dedler

## Jumelages
- Carry-le-Rouet (France) depuis 1988